# Max Eduard Gottlieb Bartels

Max Eduard Gottlieb Bartels, Atelierfoto ca. 1900

Max Eduard Gottlieb Bartels, ook wel Max Bartels sr. genoemd (Bielefeld (Westfalen, Duitsland) 24 januari 1871  -  Pasir Datar bij Soekaboemi (West-Java, Nederlands-Indië), 7 april 1934) was een Duits/Nederlandse ornitholoog die werkzaam was als administrateur van diverse agrarisch/industriële ondernemingen in Nederlands-Indië. Als natuuronderzoeker en verzamelaar vergaarde hij grote kennis over de avifauna van Java. Hij was lid van diverse ornithologische vakverenigingen en liet een grote collectie vogelkundige specimens na.

## Biografie
Als scholier had Bartels al grote belangstelling voor vogels en voor het verzamelen en opzetten van vogels. Op de handelsschool in Osnabrück leerde hij de Nederlander Jan ter Meulen kennen die de belangstelling voor vogels deelde. Max kreeg een baan bij het verzekeringskantoor van de vader van zijn vriend in Amsterdam. In 1895 werd hij uitgezonden naar Nederlands-Indië als administrateur. Hij werkte bij diverse agrarisch/industriële ondernemingen. Eerst bij een suikerfabriek in Kediri (Oost-Java). Na 1896 was hij werkzaam bij verschillende ondernemingen in de Preanger (West-Java) en vanaf 1898 was hij administrateur bij de thee- en kina-onderneming "Pangerango" aan de zuidwesthelling van de Gede. 
Hij trouwde in 1901 met Angeline Caroline Henriëtte (Lien) Maurenbrecher. Het echtpaar had drie zoons Max Bartels Jr. (1902-1943), Ernst (1904-1976) en Hans (1906-1997). Lien illustreerde diverse van hun vondsten met aquarellen. Aldus was het hele gezin betrokken bij uitgebreid natuurhistorisch onderzoek, vooral gericht op de vogels op Java. In hun vrije tijd maakten zij meerdaagse tochten door het toen nog uitbundig aanwezige regenwoud en montane oerbos op West-Java. Ze maakten ook uitgebreide excursies per zeilprauw naar eilanden aan de noordwestkust van Java. 
Max sr. schreef 20 wetenschappelijke artikelen gedurende de periode 1902 tot 1923, en had over zijn vondsten contact met beroepsornithologen zoals zijn landgenoten Otto Finsch (tussen 1897 en 1904 conservator van de afdeling vogels van het Rijksmuseum van Natuurlijke Historie te Leiden) en Erwin Stresemann (Zoölogisch Museum te Berlijn). Verder was hij corresponderend lid van de Nederlandsche Ornithologische Vereeniging, het "Deutsche Ornithologische Gesellschaft" en de "American Ornithologist's Union" en lid van de "International Ornithologists' Union". 
In 1921 verkregen Max sr. en zijn zoons de Nederlandse nationaliteit. In 1920 overleed zijn echtgenote. Daarna leidde hij een meer teruggetrokken bestaan, vooral na 1928 toen hij ontslag bij de thee-onderneming nam.

## Nalatenschap
De collectie Bartels bevatte toen die in 1954 aan het Museum van Natuurlijke Historie werd verkocht 14643 balgen van vogels, 4000 eieren en 500 nesten. De collectie werd door de familie zorgvuldig gedocumenteerd. Diverse soorten vogels zijn naar Bartels vernoemd omdat ze door hem werden verzameld zoals de Javanse ondersoort van de bruine bosuil (Strix leptogrammica bartelsi), de  Javaanse kuifarend (Nisaetus bartelsi), de ondersoort van de gestreepte vechtkwartel (Turnix sylvaticus bartelsorum) en de angelinadwergooruil (Otus angelinae, door Otto Finsch vernoemd naar de echtgenote van Max sr.) . Ook enkele zoogdiersoorten zijn naar Max vernoemd: Hylopetes bartelsi, Maxomys bartelsii en de ondersoort Myotis formosus bartelsi.
Tijdens de Japanse bezetting van Nederlands-Indië kwam de collectie terecht bij het Zoölogisch Museum van 's lands Plantentuin in  Buitenzorg/Bogor. In 1946 werd de collectie overgebracht naar Nederland en in 1954, na acht jaar onderhandelen met de broers Ernst en Hans verkocht aan het Rijksmuseum van Natuurlijke Historie in Leiden. In een postuum gepubliceerd artikel in het Bulletin of the British Ornithologists' Club toonde de bioloog Jan-Hendrik Becking aan dat Andries Hoogerwerf (die als een van de weinig betrokkenen tijdens de Japanse bezetting toegang had tot de collectie) eieren ontvreemdde uit de collectie, waardoor deze minder volledig werd.
- Nederlandse Thesaurus van Auteursnamen: 341469165
- Virtual International Authority File: 291559961